# Kyberšikana
Kyberšikana (též kybernetická šikana, počítačová šikana či cyberbullying) je kolektivní označení forem šikany prostřednictvím elektronických médií, jako je internet a mobilní telefony, které slouží k agresivnímu a záměrnému poškození uživatele těchto médií. Stejně jako tradiční šikana zahrnuje i kyberšikana opakované chování a nepoměr sil mezi agresorem a obětí. Mezi další kritéria, která identifikují kyberšikanu, patří fakt, že oběť vnímá to, co se děje, jako nepříjemné a ubližující. Kyberšikana však může být způsobena také neúmyslně – nevhodný žert se např. vymkne kontrole a může se rozvinout do podoby intenzivní kyberšikany.

## Druhy kyberšikany

### Kyberstalking
V překladu jde o pronásledování v kyberprostoru nejčastěji pomocí SMS, chatu, emailu, telefonu, sociálních sítí, Skypu apod. Oběti většinou pronásledovatele (stalkera) znají, často jde o bývalého milence/milenku, kamaráda, zrazeného přítele nebo milovníka. Stalker může být ale i neznámý, a to v případě, že si oběť vyhlédl náhodně na internetu. Pronásledované oběti hrozí naprostá ztráta soukromí, osobních údajů a pocitu bezpečí. Stalking v České republice dne 1. ledna 2010 nabyl skutkovou podstatu trestného činu a je pod názvem "nebezpečné pronásledování" zapsán v trestním zákoníku.

### Kyberharašení
Za kyberharašení lze označit opakované zprávy zasílané agresorem, které jsou oběti nepříjemné. Tato situace může vzniknout i ze vzájemné konverzace, ta se stane nepříjemnou a oběť není schopná ji ukončit. Agresor většinou oběť začne bombardovat zprávami ihned po připojení na internet nebo jí zasílá nežádoucí SMS.

### Vyloučení a ostrakizace
V této formě kyberšikany je oběť vyloučena z nějaké skupiny, do které by chtěla či měla patřit. Ostrakizace je pro oběť velmi bolestná, i když postrádá přímý prvek agrese. Oběť trpí frustrací z nenaplnění potřeby někam patřit. Na internetu je to často horší než v reálném životě, jelikož tam je patrné, kdo je oblíbený a kdo ne, např. je oběť vyloučena z facebookové skupiny, kde to většinou vidí větší množství lidí než v realitě.

### Kybergrooming
V překladu jde o manipulaci v kyberprostoru s cílem přimět uživatele k osobní schůzce. Útočník, který se většinou vydává za někoho jiného, si vyhledá vhodnou osobu, ve které postupem času vzbudí důvěru a přinutí ji k osobní schůzce, kde pak nějakým způsobem oběť zneužije či využije. V této oblasti jsou často nejvíce ohroženy děti, které jsou závislé na technologiích, tráví na internetu většinu času a většinu přátel mají pouze ve virtuálním světě.

### Flaming
Jde o nepřátelské chování útočníka vůči oběti ve virtuálním světě. Je to výrazně vyhrocená a agresivní diskuze až hádka na internetu. Někteří uživatelé úmyslně podobné diskuze provokují vkládáním různých kontroverzních příspěvků, urážením účastníků diskuzí apod. Výzkumy ukazují, že slovní napadání je ve virtuálním prostředí až čtyřikrát častější než v reálném životě.

### Sexting
Jde o zasílání textů, fotografií a videí se sexuální tematikou prostřednictvím elektronických médií. Tyto materiály pak často končí na internetu a mohou mít pro oběť fatální důsledky, jelikož jsou často použity jako prostředek k vydírání. Některé případy mohou skončit až smrtí oběti. Útočník se v případě, že je oběť mladší 18 let, dopouští trestné činnosti v oblasti šíření dětské pornografie. Podrobný výzkum sextingu u české populace v České republice zrealizoval v roce 2017 tým projektu E-Bezpečí pod názvem Sexting a rizikové chování českých dětí v kyberprostoru.

### Happy Slapping
Jedná se o celkem novou „zábavu“ mladých lidí, která vznikla v Británii. Spočívá v tom, že agresor si vybere oběť a následně ji fyzicky napadne (zfackuje) a celé se to nahrává na mobilní telefon. Poté je nahrávka zveřejněna na internetu. V této době happy slapping neobsahuje jen fackování, ale už i závažnější útoky za hranicí zákona a i svlékání oběti. Zveřejnění a šíření těchto videí vedlo v některých případech až k sebevraždě oběti.

## Charakteristika aktérů kyberšikany
Role „oběť-agresor-přihlížející“ jsou v kyberprostoru rozloženy jinak než u tradiční šikany. Zdánlivě jasný případ může být ve skutečnosti mnohem složitější.

### Oběť
Mezi nejčastější oběti kyberšikany patří děti a teenageři, které jsou odmítány kolektivem z důvodu osobnostní charakteristiky, jako je plachost, stydlivost, nejistota a fyzické atributy (barva vlasů, pleti, styl oblékání...). Existují i případy, ve kterých se sám agresor stane obětí, a to v případech, kdy se takto jeho oběť mstí nebo se proti jeho chování zvedne nepřiměřený odpor na internetu ze strany dalších lidí. Fenomén přepínání rolí u kybernetických forem agrese podrobně mapují výzkumy Centra PRVoK PdF UP. Oběť se často projevovaným nepřátelstvím silně trápí, pociťuje vztek, zoufalství či bezmoc a trpí nespavostí a bolestmi hlavy nebo břicha.

### Agresor
Agresorům kyberšikany je společná nižší míra empatie v porovnání s ostatními dětmi, jelikož se neumějí vcítit do oběti a chápat, jaké zranění způsobují. Agresor svou oběť nevidí a nezná její reakce, tudíž nedokáže odhadnout, jak velkou újmu by ji mohl způsobit. Také anonymita, kterou internet umožňuje, snižuje práh zábran vůči šikanování. Anonymita je tedy předpokladem pro to, aby se pachatel nechal strhnout k takovým způsobům chování, jaké by dříve patrně neprojevil ze strachu před sociální kontrolou.

### Přihlížející
Existuje několik druhů přihlížejících. Někteří jsou následovníci agresora, někteří jsou nezúčastnění a někteří jsou na straně oběti. Role těchto přihlížejících je velmi důležitá, pokud proti kyberšikaně otevřeně vystoupí, to se ale ve většině případů bohužel nestává.

## Kyberšikana mezi mladistvými
Podle průzkumu organizace YoungMinds, ve kterém bylo 62 % dotazovaných mladších 18 let (z více než v polovině šlo o ženy), zaznamenala na sociálních sítích takové sdělení, které označili za šokující. 47 % dotazovaných mělo zkušenost s nevhodnými zprávami nebo komentáři. Přestože většina sociálních pravidel umožňuje založení účtu až od 13 let, 61 procent dotazovaných mělo svůj první účet na sociálních sítích ve 12 letech a dříve. Podle výsledků šetření mladí považují kyberšikanu za nevyhnutelnou součást sociálních sítí. Podle dospělých je řešením v případě kyberšikany vymazat účet, ovšem podle dospívajících toto není možné chtít po někom, kdo na sociálních sítích vyrůstá.

## Kyberšikana zaměřená na učitele
Specifickou formu kyberšikany tvoří kyberšikana cílená na učitele. Ta má celou řadu podob společných s kyberšikanou cílenou na děti, zahrnuje však nové formy agrese, ke kterým patří prankování učitelů v online prostředí, kyberbaiting, agresivní hodnocení učitelů prostřednictvím online www stránek apod. Podrobnosti o výskytu kyberšikany u českých učitelů mapoval v roce 2016 např. Národní výzkum kyberšikany učitelů.

### Instituce zaměřené na prevenci kyberšikany a dalších nebezpečných jevů
- Seznam se bezpečně!
- Centrum prevence rizikové virtuální komunikace PdF UP
- Projekt E-Bezpečí
- Národní centrum bezpečnějšího internetu (SaferInternet)
- Projekt Minimalizace šikany
- Kyberšikana – Cyberhelp.eu, praktické rady pro učitelé
- Nebuď oběť